# Vasaces I Siuni
Vasaces I Siuni (em latim: Vasaces; em armênio: Վասակ; romaniz.: Vasak; em grego: Βασσάκης; romaniz.: Bassákēs; m. 452) foi um nobre armênio (nacarar) da família Siuni de Siúnia, que foi chefe de seu clã de 413 a 452 e governador (marzobã) da Armênia de 442 a 452. Foi antecedido no governo por Vemir-Sapor e foi sucedido Adur Hormisda. Teve importante papel nos eventos de seu tempo na Armênia.

## Nome
Vasaces é a forma latina do armênio Vasaque (Վասակ, Vasak), que derivou do iraniano médio Vasaque (*Vasak) e, por conseguinte, do iraniano antigo Vasaca (*Vasa-ka-; de *vas-, "desejar, desejo"). Foi registrado em aramaico do Egito como Vasaque (Wsk̊), em sodiano maniqueísta como Vasaque (Ws’k), em siríaco como Basague (Basag) e em grego como Uasaces (Ουασάκης, Ouasákēs), Bataces (Βαττάκης, Battákēs) e Bas[s]aces (Βασ[σ]άκης, Bas[s]ákēs). Ferdinand Justi propôs que estivesse ligado a Bagasaces (Bagasacēs; Βαγασάκης, Bagasákēs), que derivou do persa antigo Bagasaca (*Bagasaka).

## Vida
Filho de Babico I (384/385–404), era sobrinho da rainha Farranzém, a esposa de Ársaces II, segundo Cyril Toumanoff. Christian Settipani observa que Toumanoff se baseou na genealogia fornecida pelo historiador Estêvão Orbeliano, que apresenta algumas inconsistências, como sete gerações que se sucedem num espaço de 80 anos. Ele corrige os dados de Orbeliano com outras fontes: Babico, irmão de Farranzém, é atestado apenas até 374. Moisés de Corene conta que ele teve um filho, Dara, que era generalíssimo de Ársaces III e morreu em 385. O próximo príncipe foi Valinaces II, morto por seu sobrinho Vasaces. Christian Settipani deduz que Vasaces é sobrinho de Dara e Valinaces, e o neto de Babico.

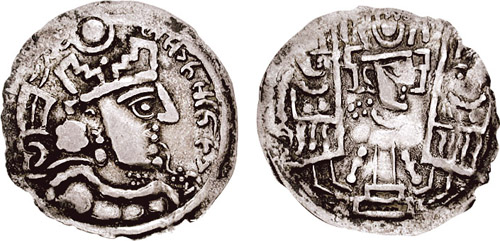
Dracma de r.

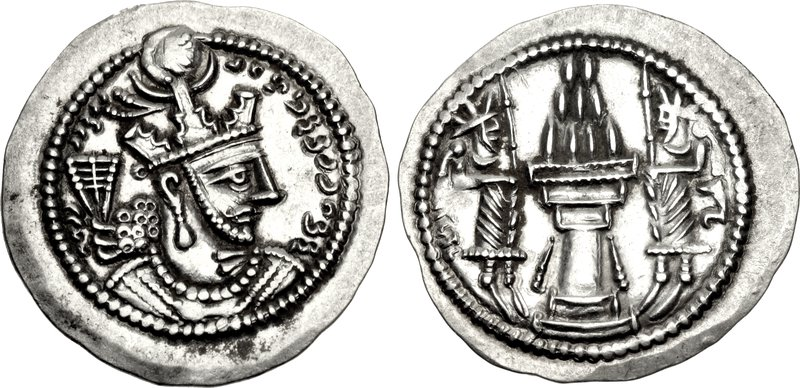
Dracma de r.

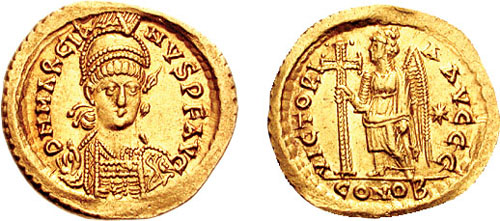
Soldo de Marciano r.

Segundo Eliseu, "Vasaces [...] não obteve legalmente o principado de Siúnia", mas matou, através de traição e intriga, seu tio Valinaces e depois assumiu o título. Em 428, os nacarares da Armênia peticionaram ao xá Vararanes V (r. 420–438) para que destronasse o rei Artaxias IV (r. 422–428) e abolisse a dinastia arsácida. Para governar o país, o xá nomeia Vemir-Sapor como marzobã e confiou a tenência real ao armênio Vaanes II Amatúnio. Outros nobres armênios têm uma posição importante no país, como Arsabero II, Isaque II, Vasaces, Vardanes II e Nersapor. Vemir-Sapor morre em 442, após uma administração considerada justa e liberal. Ele conseguiu manter a ordem sem ferir o sentimento nacional de frente. Vasaces substituiu-o como marzobã.
Vararanes permitiu a manutenção do cristianismo, enquanto procurava acabar com a influência do Império Bizantino sobre a Igreja da Armênia ao anexá-la à Igreja do Oriente. Contudo, seu filho e sucessor, Isdigerdes II (r. 438–457), era um pietista masdeísta e se comprometeu a impor o masdeísmo na Armênia, contando com Varaz-Valanes, genro de Vasaces. Ele começou enviando os contingentes armênios nas primeiras linhas durante as guerras contra os hunos heftalitas, degradando os senhores armênios que se recusavam a converter, ou mesmo suplicando os nacarares que celebravam sua fé sem discrição. Então, em 449, um édito colocou os armênios no hábito de abraçar a fé masdeísta. O episcopado e a nobreza armênia se reuniram e enviaram ao xá uma resposta coletiva assegurando a obediência absoluta da Armênia, mas rejeitaram qualquer ideia de apostasia.
Em resposta ao manifesto, Isdigerdes convoca os principais nacarares, incluindo Vasaces. Ele os recebe com frieza e exige que executem perante o Sol as prostrações exigidas pelo rito masdeísta. A conselho de um oficial cristão da corte, eles executam, mas implicando que estão dirigidos apenas ao Deus verdadeiro, mesmo se Vardanes II estivesse relutante em se emprestar a ele e só o fizesse após a insistência dos outros. Convicto da sinceridade de sua conversão, Isdigerdes os enviou de volta à Armênia, acompanhados por sacerdotes masdeístas que estavam encarregados de converter o povo armênio, erguendo templos nas cidades e transformando igrejas em templos de fogo e fechando os outros.
A resistência deixou o clero, conquistou a população e acabou liderada pelos nacarares. Eles, relutantes, consultaram Vasaces, que queria preservar as boas graças dos persas e encorajou-os a não se juntarem à revolta. Vardanes II, dividido entre sua fé cristã e sua lealdade ao xá, decidiu estabelecer-se em território bizantino, mas Vasaces, incapaz de permitir que o clã mais poderoso passasse a influência bizantina, implorou que retornasse. Ele retorna, mas decide organizar a revolta geral. Surpreendido pela magnitude, Vasaces foi forçado a participar. Surpreendidas, as guarnições persas foram massacradas.

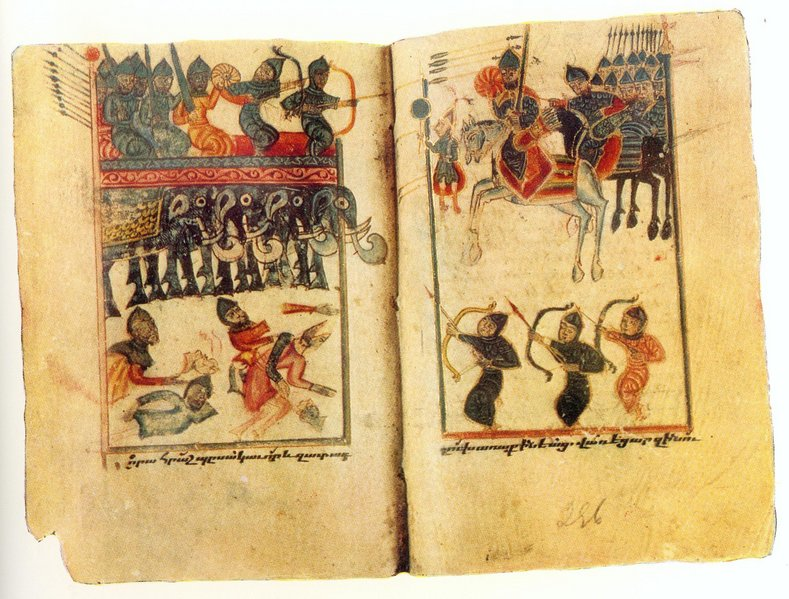
Iluminura do século XV representando a Batalha de Avarair

Os persas reagiram enviando um exército a Albânia. O católico José I (r. 439/40–452) e os principais nacarares, com Vasaces na liderança, enviam uma embaixada a Constantinopla para pedir ajuda do imperador Marciano (r. 450–457). Mas o Império Bizantino enfrentava a ameaça dos hunos de Átila (r. 434–453) e não pôde intervir. Os armênios se encontravam sozinhos e se organizaram para enfrentar os persas. Vardanes conseguiu alguns sucessos, mas Vasaces aproveitou a oportunidade para dominar fortalezas armênias e sequestrar os filhos de casas hostis à sua política. Vardanes retornou então à província de Airarate que Vasaces evacua depois de ter esgotado a comida. Incapaz de suprir seus homens, Vardanes é obrigado a dispersá-los.
Vasaces vai à corte do xá e recebe um edito de tolerância para o culto cristão na Armênia e anistia aos rebeldes. Vardanes continua a revolta, mas é morto durante a Batalha de Avarair em 451. Isdigerdes remove a ofício de marzobã de Vasaces e dá ao iraniano Adur Hormisda e convoca os nacarares à corte. Vasaces, que esperava honrarias por sua política antifilantrópica, é aprisionado e jogado em uma masmorra onde morre pouco depois de doença. Siúnia foi dado a seu genro Varaz-Valanes. Os nacarares foram aprisionados na Hircânia e mantidos como reféns para garantir a docilidade da Armênia.

## Descendência
Vasaces teve quatro filhos:
- Babegeno I, príncipe de Siúnia;
- Bacúrio, ativo cerca de 451-454;
- Amirnarses ou Adanarses
- Uma filha, casada com Varaz-Valanes, príncipe de Siúnia